# Владимир Ђорђевић (аикидока)
Владимир Ђорђевић (Београд, 23. јануар 1973) докторанд културолошких наука је америчко-српски држављанин, продуцент, књижевник, редитељ и мајстор борилачких вештина. Владимир Ђорђевић је народни посланик у Народној скупштини Републике Србије и потпредседник парламентарне странке у Србији, (Покрет обнове Краљевине Србије) хуманиста, активиста и заштитник права жена и деце од насиља у породици и друштву. Владимир је Врачаревићев најпознатији мајстор реалног аикидоа у свету и један од првих и најмлађих чланова Америчке куће славних за борилачке вештине. Оснивач је тактичког система самоодбране „Одбрана”, који практикује од 1999. године.

## Тренинг
Владимир се бави борилачким вештинама од своје седме године, када је почео са каратеом код свог покојног оца Мирослава и легендарних Владимира и Илије Јорге. Након каратеа, прелази на фул контакт, савате бокс и кикбокс који постаје његова дугогодишња дисциплина. Током служења војног рока у војној полицији, а затим у антитерористичкој јединици, упознаје Љубомира Врачаревића и реални аикидо поред кикбокса постаје његов животни позив. Носилац је црног појаса 6. дан у реалном аикидоу и џијуџицуу, 7. дан у аикиџуџицу и дугогодишњи је такмичар и тренер кикбокса и муајтаиа. Оснивач је неколико борилачких клубова реалног аикидоа (КРА Ђорђевић, Амерички центар реалног аикидоа) кикбокс клуба Владини Тигрови (Vladimir's TIGERS) и федерације ОДБРАНА, која је регистрована у више држава у свету (Америка, Канада, Србија итд.).
Комбинујући технике реалног аикидоа, кик-бокса, војно-полицијске обуке, тактичког стрељаштва, борбе са ножем и уличне борбе, 1999. ствара своју вештину самоодбране и тактичког тренинга „Одбрана”. Рад са јединицама специјалне наменске војске, полиције и многих агенција доказ је професионалне репутације коју Владимир ужива у свету. У својој каријери је одржао преко 350 међународних семинара самоодбране и тактичког тренинга кроз које су прошле на десетине хиљада ученика.

## Холивудска каријера
Владимир је радио на многим домаћим и страним филмским остварењима као продуцент, редитељ, писац и директор сценског борења. Велики пројекат холивудске А продукције ради 2011—2012. године — Она ме хоће (енгл. She Wants Me). Главни протагонисти популарног филма су Чарли Шин и Хилари Даф.

## Заслуге и титуле
Владимир Ђорђевић је главни инструктор Светске федерације реалног аикидоа (енгл. World Centre of Real Aikido, WCRA) за САД, Канаду и Јужну Америку, те партнер Југословенске федерације кик-бокса. На Арнолдовим светским играма 2004. године узео је златну медаљу. На америчкој ТВ станици Си-Би-Ес 2, приказан је његов курс за заштиту жена од силовања у најударнијем термину дана (17 часова). Директор је Америчке куће славних за државу Илиноис. Амбасадор је самоодбране у Интернационалној организацији за борилачке вештине. У Акционом магазину за борилачке вештине, представљен је на средишњим станицама као најуспешнији инструктор самоодбране у Америци. Истакнути је члан Америчке асоцијације за борилачке вештине, Светског центра реалног аикидоа, Националне асоцијације професионалних инструктора борења, Америчке комбат асоцијације, Интернационалне полицијске асоцијације за борбу против наркотика.

## Лични живот
Владимир Ђорђевић, од оца Мирослава и мајке Вере, има два рођена брата: Живојина и Радоја. Са партнерком Јеленом има двоје деце, сина Лазара (2014) и ћерку Ану (2016). Крштени је православац, а његов допринос Православној цркви се може видети кроз Ђорђевићев константан рад у Цркви Св. Симеона Мироточивог. У српској америчкој дијаспори је најутицајнији члан масонске ложе „Кинг Оскар Ложа 855” у Чикагу и најмлађи масон 32 степена шкотског реда.

## Публикације
Владимир МрВ Ђорђевић је аутор више књига, а његови радови су објављени на српском и енглеском језику.
- Наш начин — Одбрана
- Аркан
- Тигров скок
- Из Чикага моји
- Прота Сава Нинковић
- Утицај филмске и ТВ продукције на обликовање јавног мњења
- 303 - Српски Термопили